# Scheiblhof
Scheiblhof ist ein Ortsteil des Marktes Neukirchen-Balbini im Landkreis Schwandorf des Regierungsbezirks Oberpfalz im Freistaat Bayern.

## Geografie
Scheiblhof liegt 1,5 Kilometer südwestlich der Staatsstraße 2040, 2 Kilometer südöstlich von Neukirchen-Balbini.

## Geschichte
Scheiblhof (auch: Scheublhof) wurde Anfang des 19. Jahrhunderts erstmals erwähnt.
1820 wurden im Landgericht Neunburg vorm Wald Ruralgemeinden gebildet. Dabei wurde Hansenried Ruralgemeinde. Zur Ruralgemeinde Hansenried gehörten die Dörfer Dehnhof mit 1 Familie, Enzenried mit 11 Familien, Hansenried mit 13 Familien, Thanried mit 11 Familien, Weihermühle mit 1 Familie, Ziegenmühle mit 2 Familien. 1864 kam Scheiblhof hinzu.
1978 wurde die Gemeinde Hansenried aufgelöst. Thanried kam zur Gemeinde Stamsried. Alle anderen Gemeindeteile einschließlich Scheiblhof kamen zur Gemeinde Neukirchen-Balbini.
Scheiblhof gehört zur Pfarrei Neukirchen-Balbini. 1997 hatte Scheiblhof 2 Katholiken.

## Einwohnerentwicklung ab 1838
| Jahr | Einwohner | Gebäude |
| ---- | --------- | ------- |
| 1838 | 12        | 1       |
| 1861 | 10        | 5       |
| 1871 | 8         | 6       |
| 1885 | 5         | 1       |
| 1900 | 7         | 2       |
| 1913 | 7         | 1       |

| Jahr | Einwohner | Gebäude |
| ---- | --------- | ------- |
| 1925 | 9         | 1       |
| 1950 | 9         | 2       |
| 1961 | 5         | 1       |
| 1970 | 4         | k. A.   |
| 1987 | 2         | 1       |
| 2011 | 3         | k. A.   |